# Fort Pereyra
Fort Pereyra (oorspronkelijk Fort Dambrugge soms ook vermeld als Fort Stuivenberg, Stuivenbergfort, Fort Pereira) is een voormalig fort en een onderdeel van de stadsomwalling van Antwerpen ten tijde van de Tachtigjarige Oorlog. 

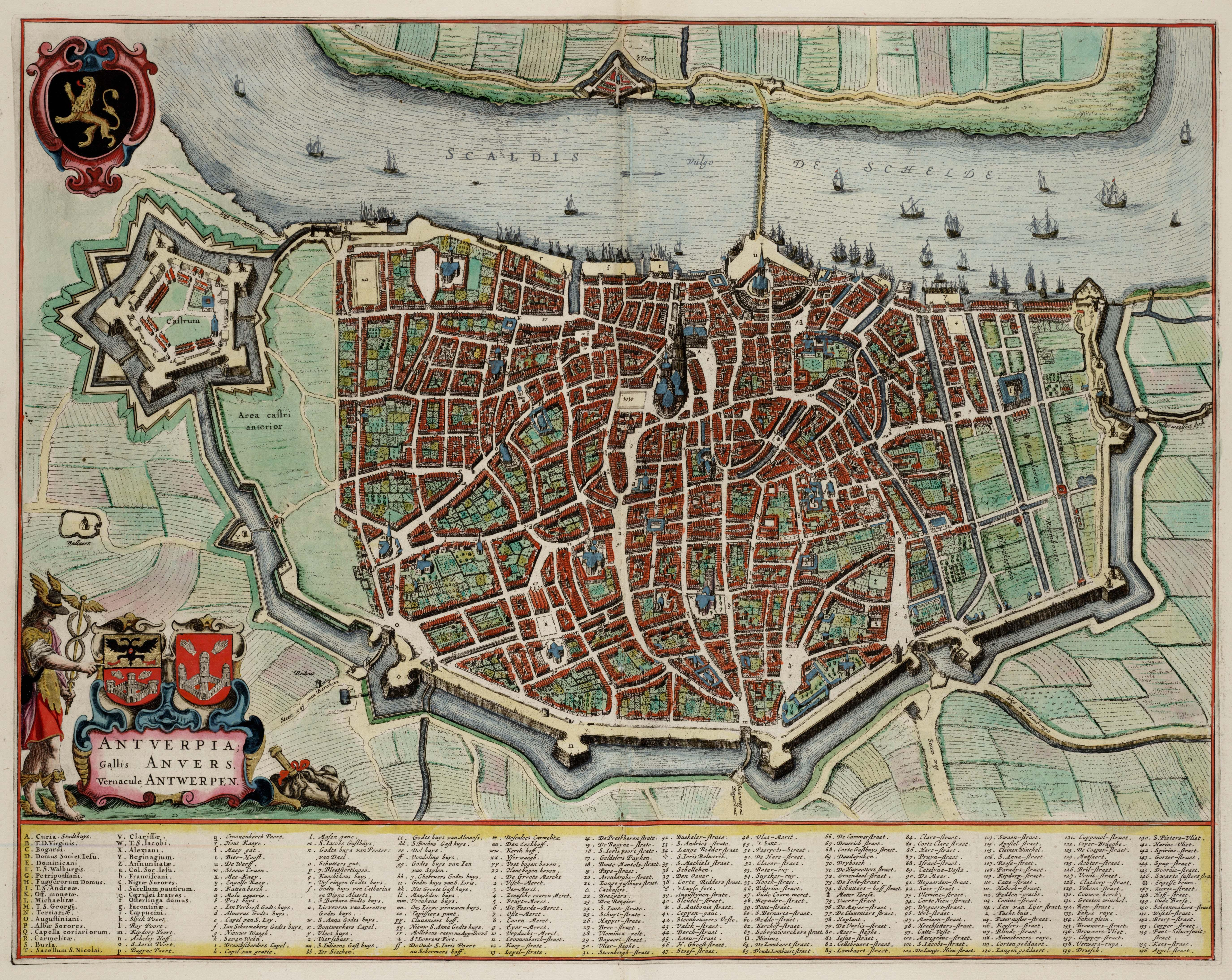
Kaart van Antwerpen uit de Atlas van Loon uit 1649 met het Zuidkasteel links op de kaart, het fort Pereyra bevond zich rechts buiten de kaart

Het fort lag grotendeels op de terreinen van het huidige Park Spoor Noord ter hoogte van de Viaduct Dam. Ten tijde van de bouw heette het gebied Stuivenberg, een terp- en stuifzandheuvel in Antwerpen waarover een dijkweg liep door het omliggende moerasgebied en die de verbinding vormde tussen Antwerpen en Dambrugge.
De bouwwerken van het fort werden aangevat in 1592 als deel van de vijfde stadsvergroting, waartoe ook het Zuidkasteel behoorde. Door de hoogteligging bevonden zich rond het fort verschillende graanmolens, onder andere de Katteberg, die er stond van voor 1578 tot 1845.
In 1618 werd het fort vergroot en verplaatst.
In 1702 werd het ten slotte gesloopt.
Ter verdediging van de stadsomwallingen bouwden de Fransen tijdens de belegering van 1812-1814 iets oostelijker (ter hoogte van de huidige Veldstraat) de Veldlunet Avy Stuivenberg, later bekend als Fort Carnot om de tegenstanders te beletten voordeel te halen uit deze hoogte.